# Barje (okręg jablanicki)
Barje (cyr. Барје) – wieś w Serbii, w okręgu jablanickim, w mieście Leskovac. W 2011 roku liczyła 247 mieszkańców.